# Ottwiller
Ne doit pas être confondu avec Ottweiler et Hottviller
Ottwiller est une commune française située dans la circonscription administrative du Bas-Rhin et, depuis le 1er janvier 2021, dans le territoire de la Collectivité européenne d'Alsace, en région Grand Est.
Cette commune se trouve depuis 1793 dans la région historique et culturelle d'Alsace et fait partie du parc naturel régional des Vosges du Nord.

## Géographie

### Localisation
Ottwiller est située dans la vallée de l'Isch en Alsace bossue, à la limite du plateau lorrain et des Vosges gréseuses. La superficie de la commune est de 509 hectares ; son altitude varie entre 285 et 372 mètres.
Le village est implanté à l'ouest du Bas-Rhin, à 65 km (par la route) de Strasbourg, dans le canton d'Ingwiller. Il est situé à 24 km à l'ouest d'Ingwiller et à 25 km au nord-ouest de Saverne, son chef-lieu d'arrondissement.
Linguistiquement, Ottwiller se situe dans la zone du francique rhénan.

### Géologie et relief
La commune se compose de 30,12 hectares de territoires artificialisés (5,88 %), 412,21 hectares de territoires agricoles (80,51 %) et 70,13 hectares de forêts et milieux semi-naturels (13,70 %).
Espaces naturels :
- Trois espaces protégés hors Natura 2000 Vosges Du Nord :

Réserve de Biosphère, zone tampon,
Réserve de Biosphère, zone de transition,
Parc naturel régional.
- Deux zone naturelle d'intérêt écologique, faunistique et floristique (Znieff) :

Paysage agricole et forestier diversifié d'Alsace Bossue,
Prairies à Ottwiller, Siewiller et Bust.

### Sismicité
La commune est classée en zone de sismicité 2, correspondant à une sismicité faible.

### Lieux-dits et écarts
- Ellenbach, village détruit durant la guerre de Trente Ans.

### Voies de communication et transports

#### Voies de communication
La commune est traversée par la route D 913 qui se raccorde à la D 1061 à un peu plus de 2 km à l'ouest ; celle-ci assure un accès à l'échangeur no 43 de l'A4 à 12 km.

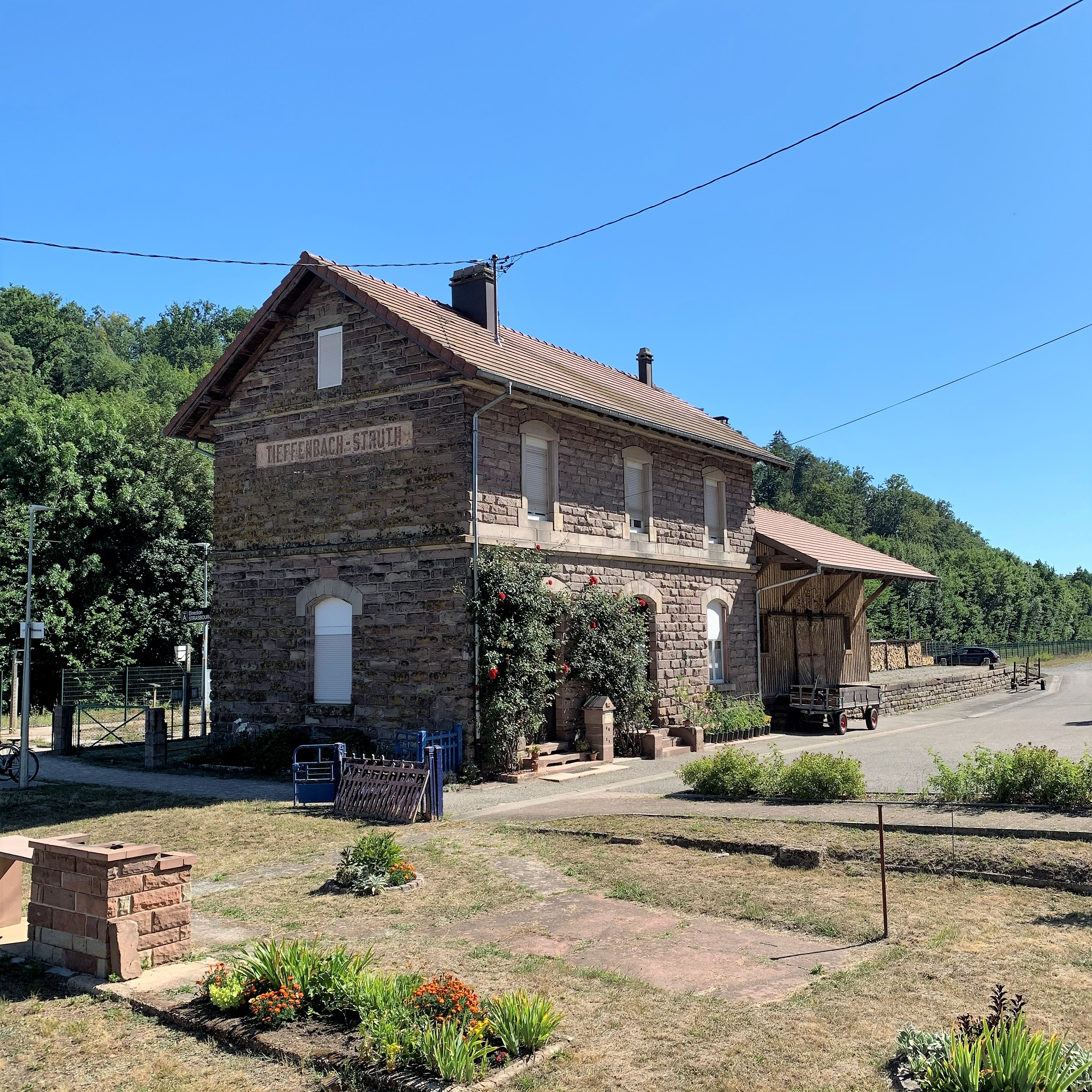
Tieffenbach.

#### Transports en commun
- Fluo Grand Est.
- Transports en Alsace.

#### Lignes SNCF
La gare ferroviaire du réseau Fluo Grand Est la plus proche se trouve à Tieffenbach (9 km).

### Hydrographie et les eaux souterraines
Hydrogéologie et climatologie : Système d’information pour la gestion des eaux souterraines du bassin Rhin-Meuse :
Territoire communal : Occupation du sol (Corinne Land Cover); Cours d'eau (BD Carthage),
Géologie : Carte géologique; Coupes géologiques et techniques,
 Hydrogéologie : Masses d'eau souterraine; BD Lisa; Cartes piézométriques.
La commune est dans le bassin versant du Rhin au sein du bassin Rhin-Meuse. Elle est drainée par l'Isch et le ruisseau Dit Ottwillergraben,.
L'Isch, d'une longueur totale de 27 km, prend sa source dans la commune de Lohr et se jette  dans la Sarre à Wolfskirchen, après avoir traversé onze communes. 

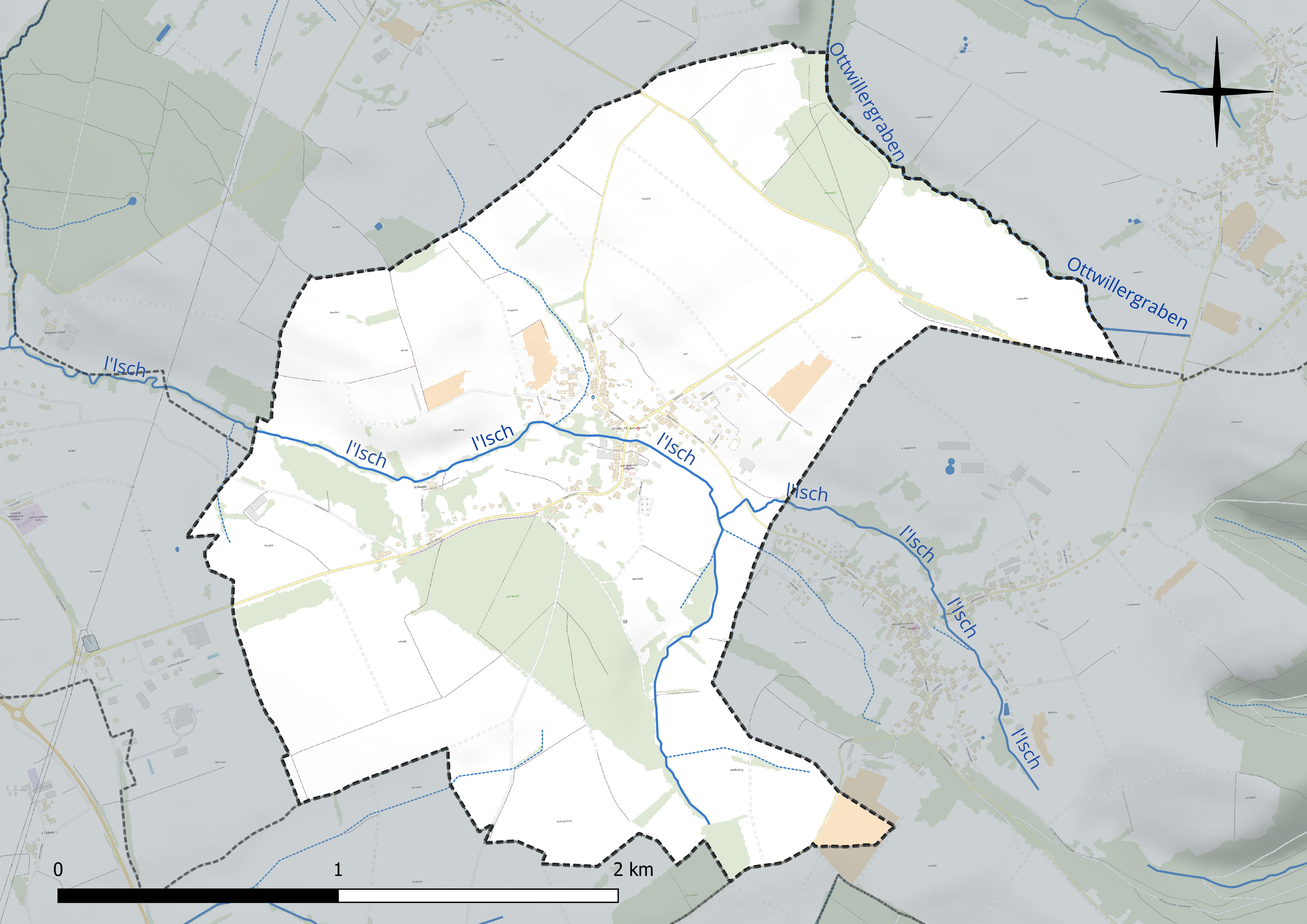
Réseau hydrographique d'Ottwiller.

### Climat
Pour des articles plus généraux, voir Climat du Grand Est et Climat du Bas-Rhin.
En 2010, le climat de la commune est de type climat des marges montargnardes, selon une étude du Centre national de la recherche scientifique s'appuyant sur une série de données couvrant la période 1971-2000. En 2020, Météo-France publie une typologie des climats de la France métropolitaine dans laquelle la commune est exposée à un climat semi-continental et est dans la région climatique  Vosges, caractérisée par une pluviométrie très élevée (1 500 à 2 000 mm/an) en toutes saisons et un hiver rude (moins de 1 °C). 
Pour la période 1971-2000, la température annuelle moyenne est de 9,7 °C, avec une amplitude thermique annuelle de 17,1 °C. Le cumul annuel moyen de précipitations est de 948 mm, avec 12,5 jours de précipitations en janvier et 10,2 jours en juillet. Pour la période 1991-2020, la température moyenne annuelle observée sur la station météorologique de Météo-France la plus proche, « Berg », sur la commune de Berg à 6 km à vol d'oiseau, est de 10,4 °C et le cumul annuel moyen de précipitations est de 801,8 mm. 
La température maximale relevée sur cette station est de 37,4 °C, atteinte le 25 juillet 2019 ; la température minimale est de −16,8 °C, atteinte le 7 février 2012,,. 
Les paramètres climatiques de la commune ont été estimés pour le milieu du siècle (2041-2070) selon différents scénarios d'émission de gaz à effet de serre à partir des nouvelles projections climatiques de référence DRIAS-2020. Ils sont consultables sur un site dédié publié par Météo-France en novembre 2022.

## Urbanisme

### Typologie
Au 1er janvier 2024, Ottwiller est catégorisée commune rurale à habitat dispersé, selon la nouvelle grille communale de densité à sept niveaux définie par l'Insee en 2022.
Elle est située hors unité urbaine et hors attraction des villes,.

### Occupation des sols
L'occupation des sols de la commune, telle qu'elle ressort de la base de données européenne d’occupation biophysique des sols Corine Land Cover (CLC), est marquée par l'importance des territoires agricoles (80,3 % en 2018), en diminution par rapport à 1990 (81,2 %). La répartition détaillée en 2018 est la suivante : terres arables (43,6 %), prairies (31,1 %), forêts (13,8 %), zones urbanisées (5,9 %), zones agricoles hétérogènes (5,6 %). L'évolution de l’occupation des sols de la commune et de ses infrastructures peut être observée sur les différentes représentations cartographiques du territoire : la carte de Cassini (XVIIIe siècle), la carte d'état-major (1820-1866) et les cartes ou photos aériennes de l'IGN pour la période actuelle (1950 à aujourd'hui).

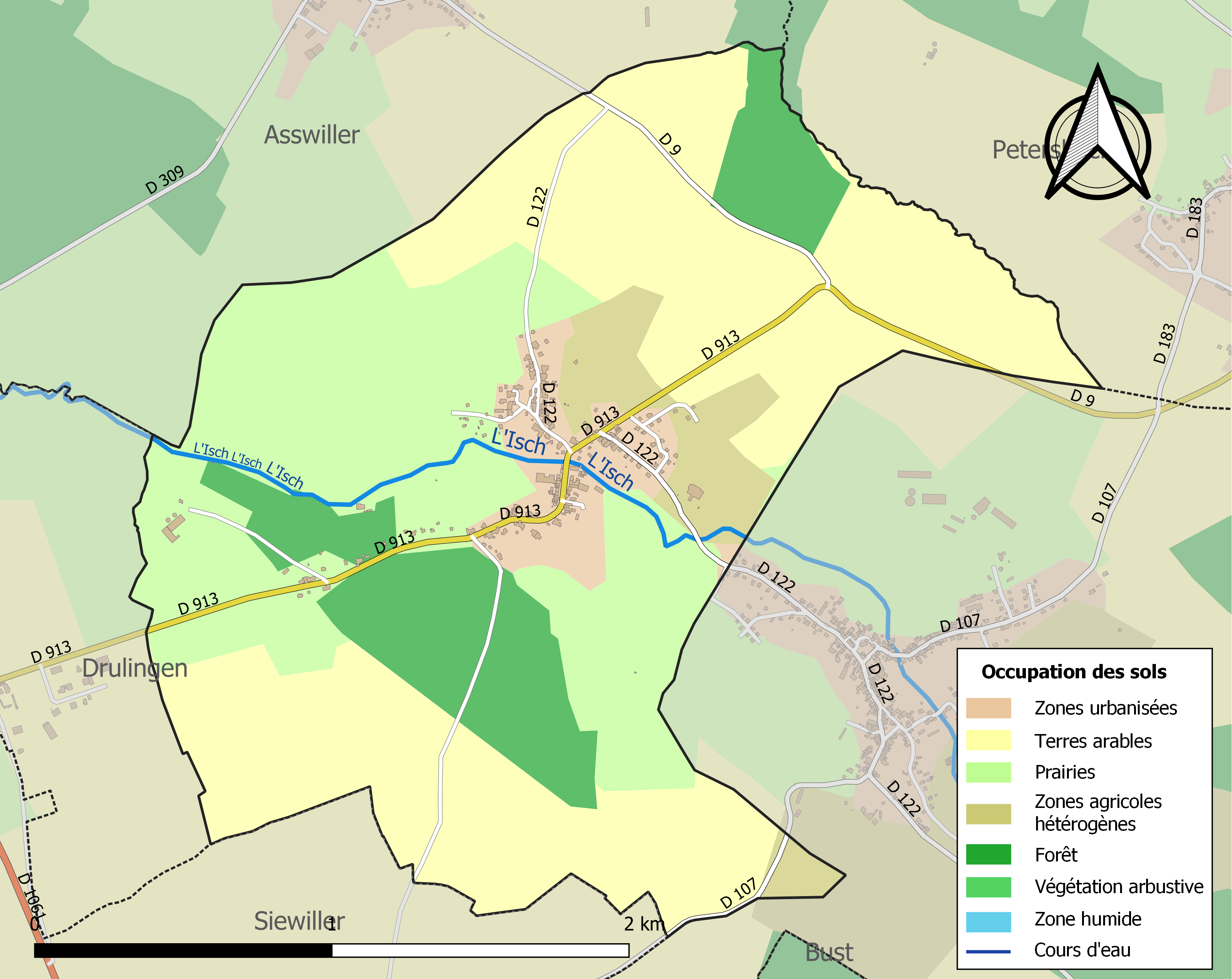
Carte des infrastructures et de l'occupation des sols de la commune en 2018 (CLC).

### Logement
En 2009, le nombre total de logements dans la commune était de 110, alors qu'il était de 92 en 1999.
Parmi ces logements, 83,7 % étaient des résidences principales, 8 % des résidences secondaires et 10 % des logements vacants. Ces logements étaient pour 96,6 % d'entre eux des maisons individuelles et pour 3,4 % des appartements.
La proportion des résidences principales, propriétés de leurs occupants était de 86,9 %, en hausse sensible par rapport à 1999 (75,3 %). La part de logements HLM loués vides est nulle.
Les anciennes maisons de l'agglomération sont en grès des Vosges et en bande orientées parallèlement à la rue avec usoirs, perrons et schopfs, caractéristiques de l'habitat rural en Alsace bossue.

### Projets d'aménagement
Réalisation du lotissement communal « les Vergers » et aménagement du « Schussrain ».

## Toponymie
Ottwiller tire son nom d'un nom germanique, Odon, suivi du suffixe -willer. Ses habitants sont appelés les Ottwillerois(es) et sont surnommés d'Krutkepp (les têtes de choux) ou d'Breede (les larges).
En allemand : Ottweiler ; en francique rhénan : Otwiller.
Les toponymies anciennes sont : Audonevillare en 696, Odonouilare en 847, Dotenvilare en 1120, Ottwillere au Moyen Âge, Ottveiller en 1793.

## Histoire
Ottwiller est mentionné pour la première fois à la fin du VIIe siècle sous le nom d'Audonevillare. Le village appartient à cette époque au patrimoine de l'abbaye de Graufthal, avant de passer aux mains des seigneurs d'Asswiller au XVe siècle, alors que le comte de Nassau-Saarwerden détient la moitié du domaine.

### Temps modernes
Le 12 mai 1525, au cours de la guerre des Rustauds, les paysans insurgés d'Herbitzheim et de Diemeringen se dirigent vers Graufthal et Saverne en traversant le ban communal.
La Réforme luthérienne est introduite dans le comté de Nassau-Saarwerden et à Ottwiller en 1558.
En 1622, pendant la guerre de Trente Ans, le village est entièrement détruit par les troupes de l'empereur Ferdinand II, chef de la ligue catholique. Il est reconstruit par les huguenots français qui ont repeuplé le village, contrairement à Ellenbach, village mitoyen qui n’a jamais été reconstruit. Le village dépend du comté de Nassau-Saarwerden jusqu’en 1793.

### Révolution française et Empire
En 1789, la commune appartenait au comté de Sarrewerden.
En 1793, les demandes de rattachement du comté de Sarrewerden à la France ne sont pas toujours spontanées. De nombreux habitants sont désorientés quant à leur avenir. Ils souhaitent rester rattachés aux princes de Nassau mais pouvoir jouir des libertés promises par la législation française. Le rapport du 29 mars 1793 signale que les communes de Siltzheim, Oermingen, Butten, Ottwiller, Dehlingen, Eschwiller ne veulent pas émettre le vœu de leur réunion à la République.
Le véritable artisan du rattachement du comté de Saarwerden est Nicolas François Blaux, maire de Sarreguemines. Le 23 novembre 1793, la Convention ratifie la décision d'ériger Neu-saarwerden en district et d'incorporer au département bas-rhinois les six cantons nouvellement créés : Bouquenom, Saarwerden, Harskirchen, Wolsfkirchen, Drulingen et Diemeringen. L'organisation du district incombe au député Philippe Rühl. Le Bas-Rhin s'enrichit de 43 communes et 18 000 habitants.

### Époque contemporaine
Le 7 août 1870, au début de la guerre franco-allemande, Ottwiller est traversée par la retraite du 5e corps d'armée français commandé par le général de Failly ; suivie le 10 août, par l'infanterie du 5e corps d'armée allemand (3e armée) sous les ordres du général von Kirchbach. À l'issue de cette guerre, l'Alsace intègre l'Empire allemand, Ottwiller devient Ottweiler. À la fin du XIXe siècle, une trentaine d’habitants émigrent vers l'Amérique.
Entre 1914 et 1918, la commune perd 9 hommes, tués durant la Première Guerre mondiale. Le 21 novembre 1918, à l'issue de la guerre, Ottweiler accueille le colonel Ruef du 272e RI (5e brigade d'infanterie) et son état-major. Avec le traité de paix de 1919, l'Alsace est restituée à la France.
En 1940, avec l'annexion de fait de l'Alsace au Troisième Reich, Ottweiler est associée à la commune de Lohr. Entre 1941 et 1944, la commune perd 4 hommes, tués durant la Seconde Guerre mondiale. Le 21 novembre 1944, bousculant des résistances allemandes surprises à Siewiller et Ottwiller, le 1er peloton du 3e escadron du RBFM de la 2e DB, commandé par l’enseigne de vaisseau Josse, est détaché au nord de l’axe Siewiller-Petersbach en suivant la route D 107.

### Rattachements territoriaux
- avant 751 : Austrasie
- 751-843 : Empire carolingien
- 843-855 : Francie médiane
- 855-962 : Lotharingie
- 962-1793 :  Saint-Empire
- 1793-1804 :  République française
- 1804-1815 :  Empire français
- 1815-1830 :  Royaume de France
- 1830-1848 :  Royaume de France
- 1848-1852 :  République française
- 1852-1871 :  Empire français
- 1871-1918 :  Empire allemand
- 1918-1919 :  République de Weimar (de jure),  France (de facto)
- 1919-1940 :  France
- 1940-1944 :  État français (de jure),  Reich allemand (de facto)
- depuis 1944 :  République française

## Politique et administration
| Période                                  | Période                    | Identité                                        | Étiquette | Qualité                                                         |
| ---------------------------------------- | -------------------------- | ----------------------------------------------- | --------- | --------------------------------------------------------------- |
| Les données manquantes sont à compléter. |                            |                                                 |           |                                                                 |
| 1803                                     | 1807                       | Philippe Wehrung                                |           |                                                                 |
| ...                                      |                            | ...                                             |           |                                                                 |
| 1819                                     | 1831                       | Jean Stroh                                      |           |                                                                 |
| ...                                      |                            | ...                                             |           |                                                                 |
| 1898                                     | 1918                       | Georges Wehrung                                 |           |                                                                 |
| ...                                      |                            | ...                                             |           |                                                                 |
| mai 1925                                 | juin 1940                  | Alfred Wehrung                                  |           |                                                                 |
| juin 1940                                | août 1945                  | administration par la commune de Lohr           |           |                                                                 |
| août 1945                                | mars 1958                  | Alfred Wehrung                                  | MRP       | sénateur                                                        |
| mars 1958                                | mars 1959                  | Charles Beck                                    |           |                                                                 |
| mars 1959                                | mars 1971                  | Georges Wehrung                                 |           |                                                                 |
| mars 1971                                | mars 2014                  | Gérard Sené                                     |           |                                                                 |
| mars 2014                                | En cours (au 25 août 2020) | Christine Burr, Réélue pour le mandat 2020-2026 |           | Profession intermédiaire administrative de la fonction publique |

### Intercommunalité
Ottwiller adhère à la communauté de communes de l'Alsace Bossue.

### Instances judiciaires et administratives
Ottwiller relève du tribunal d'instance de Saverne, du tribunal de grande instance de Saverne, de la cour d'appel de Colmar, du tribunal pour enfants de Saverne, du conseil de prud'hommes de Saverne, de la chambre commerciale du tribunal de grande instance de Saverne, du tribunal administratif de Strasbourg et de la cour administrative d'appel de Nancy.
La commune se trouve dans la circonscription de gendarmerie de la brigade de proximité de Drulingen.

### Budget et fiscalité 2023

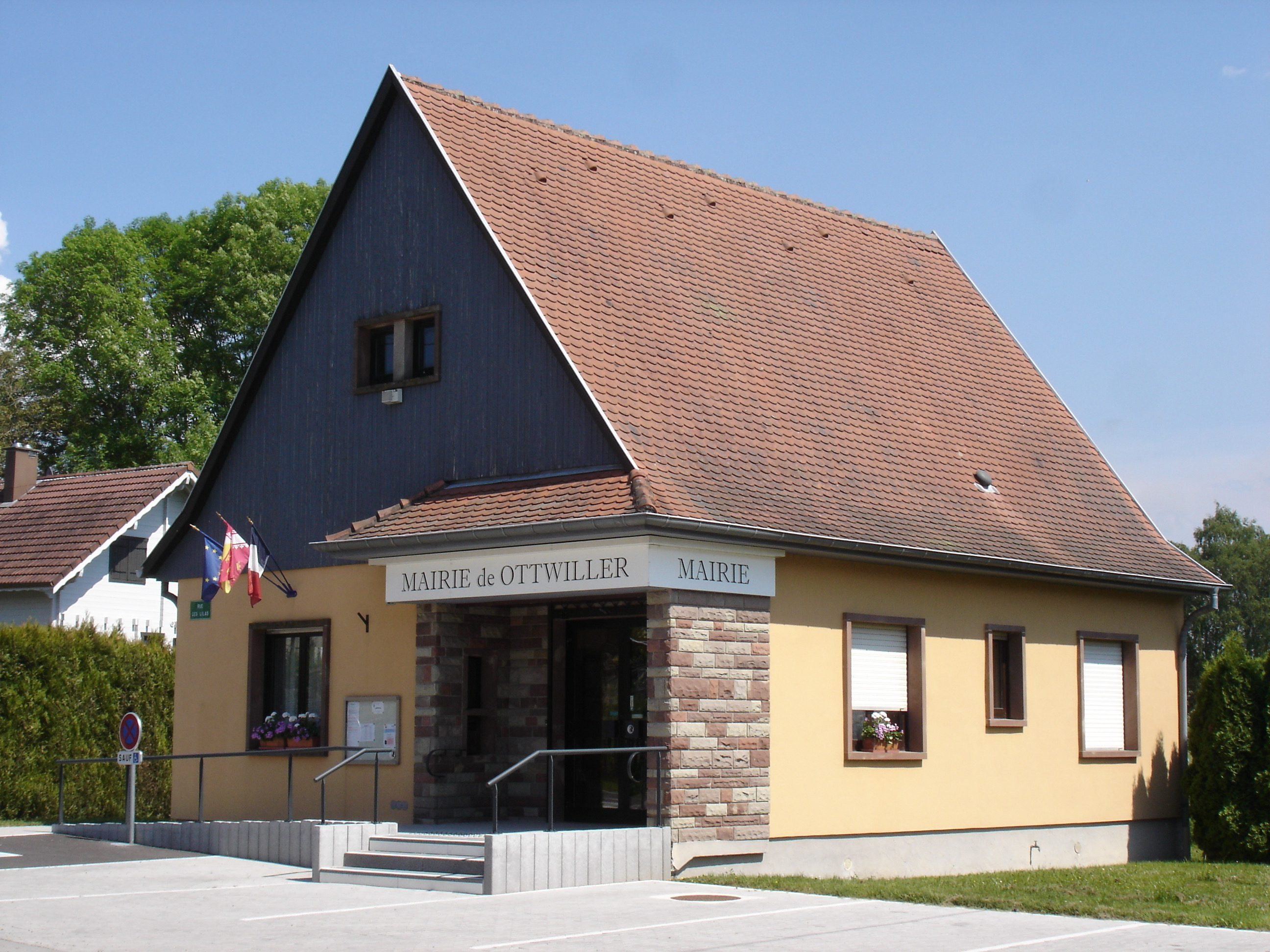
Mairie d'Ottwiller, 2 rue des Lilas.

En 2023, le budget de la commune était constitué ainsi :
- total des produits de fonctionnement : 234 000 €, soit 914 € par habitant ;
- total des charges de fonctionnement : 298 000 €, soit 1 165 € par habitant ;
- total des ressources d'investissement : 115 000 €, soit 450 € par habitant ;
- total des emplois d'investissement : 35 000 €, soit 138 € par habitant ;
- endettement : 37 000 €, soit 145 € par habitant.

Avec les taux de fiscalité suivants :
- taxe d'habitation : 18,76 % ;
- taxe foncière sur les propriétés bâties : 25,70 % ;
- taxe foncière sur les propriétés non bâties : 53,32 % ;
- taxe additionnelle à la taxe foncière sur les propriétés non bâties : 45,11 % ;
- cotisation foncière des entreprises : 15,30 %.

## Population et société

### Démographie
L'évolution du nombre d'habitants est connue à travers les recensements de la population effectués dans la commune depuis 1793. Pour les communes de moins de 10 000 habitants, une enquête de recensement portant sur toute la population est réalisée tous les cinq ans, les populations de référence des années intermédiaires étant quant à elles estimées par interpolation ou extrapolation. Pour la commune, le premier recensement exhaustif entrant dans le cadre du nouveau dispositif a été réalisé en 2006.

En 2022, la commune comptait 245 habitants, en évolution de −5,77 % par rapport à 2016 (Bas-Rhin : +3,17 %, France hors Mayotte : +2,11 %).
| 1793 | 1800 | 1806 | 1821 | 1831 | 1836 | 1841 | 1846 | 1851 |
| ---- | ---- | ---- | ---- | ---- | ---- | ---- | ---- | ---- |
| 183  | 149  | 172  | 229  | 268  | 314  | 323  | 339  | 315  |

| 1856 | 1861 | 1866 | 1871 | 1875 | 1880 | 1885 | 1890 | 1895 |
| ---- | ---- | ---- | ---- | ---- | ---- | ---- | ---- | ---- |
| 300  | 294  | 327  | 328  | 348  | 329  | 314  | 305  | 306  |

| 1900 | 1905 | 1910 | 1921 | 1926 | 1931 | 1936 | 1946 | 1954 |
| ---- | ---- | ---- | ---- | ---- | ---- | ---- | ---- | ---- |
| 321  | 372  | 350  | 299  | 279  | 265  | 263  | 283  | 252  |

| 1962 | 1968 | 1975 | 1982 | 1990 | 1999 | 2006 | 2011 | 2016 |
| ---- | ---- | ---- | ---- | ---- | ---- | ---- | ---- | ---- |
| 264  | 257  | 259  | 240  | 243  | 220  | 217  | 245  | 260  |

| 2021 | 2022 | - | - | - | - | - | - | - |
| ---- | ---- | - | - | - | - | - | - | - |
| 250  | 245  | - | - | - | - | - | - | - |

### Enseignement
La commune est rattachée à l'académie de Strasbourg. Cette académie fait partie de la zone B pour son calendrier de vacances scolaires.
L'enseignement public du premier degré est assuré grâce au regroupement pédagogique intercommunal (RPI) de Lohr, Ottwiller et Siewiller. L'enseignement secondaire est assuré par le collège "des Racines et des Ailes" de Drulingen puis par le lycée polyvalent Georges-Imbert de Sarre-Union.

### Santé
Le centre d'incendie et secours le plus proche d'Ottwiller se trouve à Drulingen (4 km).
L'hôpital le plus proche est le centre hospitalier Sainte-Catherine à Saverne.

### Sports
Le club de football « les Sports Réunis Lohr Ottwiller » (SRLO) existe entre 1975 et 1995.

### Médias
Le quotidien régional les Dernières Nouvelles d'Alsace, dans son édition de Saverne - Sarre-Union, consacre quelques pages à l’actualité de la communauté de communes de l'Alsace Bossue.
Deux chaînes de télévision relaient les informations locales : France 3 Alsace et BFM Alsace.

### Cultes
Dans le département du Bas-Rhin, les dispositions juridiques de la loi du concordat de 1801 demeurent en application.
Culte catholique
Ottwiller est une annexe de la paroisse catholique de Siewiller (communauté de paroisses des clochers du Kirchberg) dans le doyenné de Sarre-Union - Drulingen (archidiocèse de Strasbourg). Le culte catholique n'est pas célébré dans la commune.
Culte protestant
Depuis le XVIe siècle, la population d'Ottwiller est majoritairement protestante luthérienne. Aujourd'hui encore, l'église du village est affectée au culte protestant de la confession d'Augsbourg. Avec Drulingen, Ottwiller forme une paroisse de l'EPCAAL, elle-même membre de l'UEPAL, dans le consistoire de Drulingen (Inspection d'Alsace bossue - Moselle).

## Économie

### Revenus de la population et fiscalité
En 2011, le revenu fiscal médian par ménage était de 28 426 €, ce qui plaçait Ottwiller au 18 787e rang parmi les 31 886 communes de plus de 49 ménages en métropole.
En 2011, 42,6 % des foyers fiscaux n'étaient pas imposables.
Chiffres clés Revenus et pauvreté des ménages en 2021 : médiane en 2021 du revenu disponible, par unité de consommation : 24 780 €.

### Emploi
En 2011, la population âgée de 15 à 64 ans s'élevait à 153 personnes, parmi lesquelles on comptait 72,5 % d'actifs dont 67,3 % ayant un emploi et 5,2 % de chômeurs.
On comptait 46 emplois dans la zone d'emploi, contre 36 en 2006. Le nombre d'actifs ayant un emploi résidant dans la zone d'emploi étant de 103, l'indicateur de concentration d'emploi est de 44,8 %, ce qui signifie que la zone d'emploi offre un peu moins d'un emploi pour deux habitants actifs.

### Entreprises et commerces
Au 31 décembre 2011, Ottwiller comptait 16 établissements : 5 dans l’agriculture-sylviculture-pêche, 2 dans l'industrie, 2 dans la construction, 5 dans le commerce-transports-services divers et 2 étaient relatifs au secteur administratif.

## Culture locale et patrimoine

### Lieux et monuments

#### Banc-reposoir
Un banc Napoléon, dit « du roi de Rome », datant de 1811 se trouve à l'intersection des routes départementales 9 et 913, sur le territoire de la commune. Ce banc-reposoir, monument commémoratif du baptême de Napoléon II, fait l’objet d’un classement au titre des monuments historiques depuis le 12 décembre 1991. Il s'agit d'un banc à un linteau-siège et montants à chapiteau. Ce banc atypique se compose de deux montants à l’antique gravés d’une inscription latine empruntée à l’Énéide : 

« Discite justitiam moniti, et non temnere divos

(Apprenez à connaître la justice après cet avertissement, et à ne pas mépriser les dieux). »

— Virgile

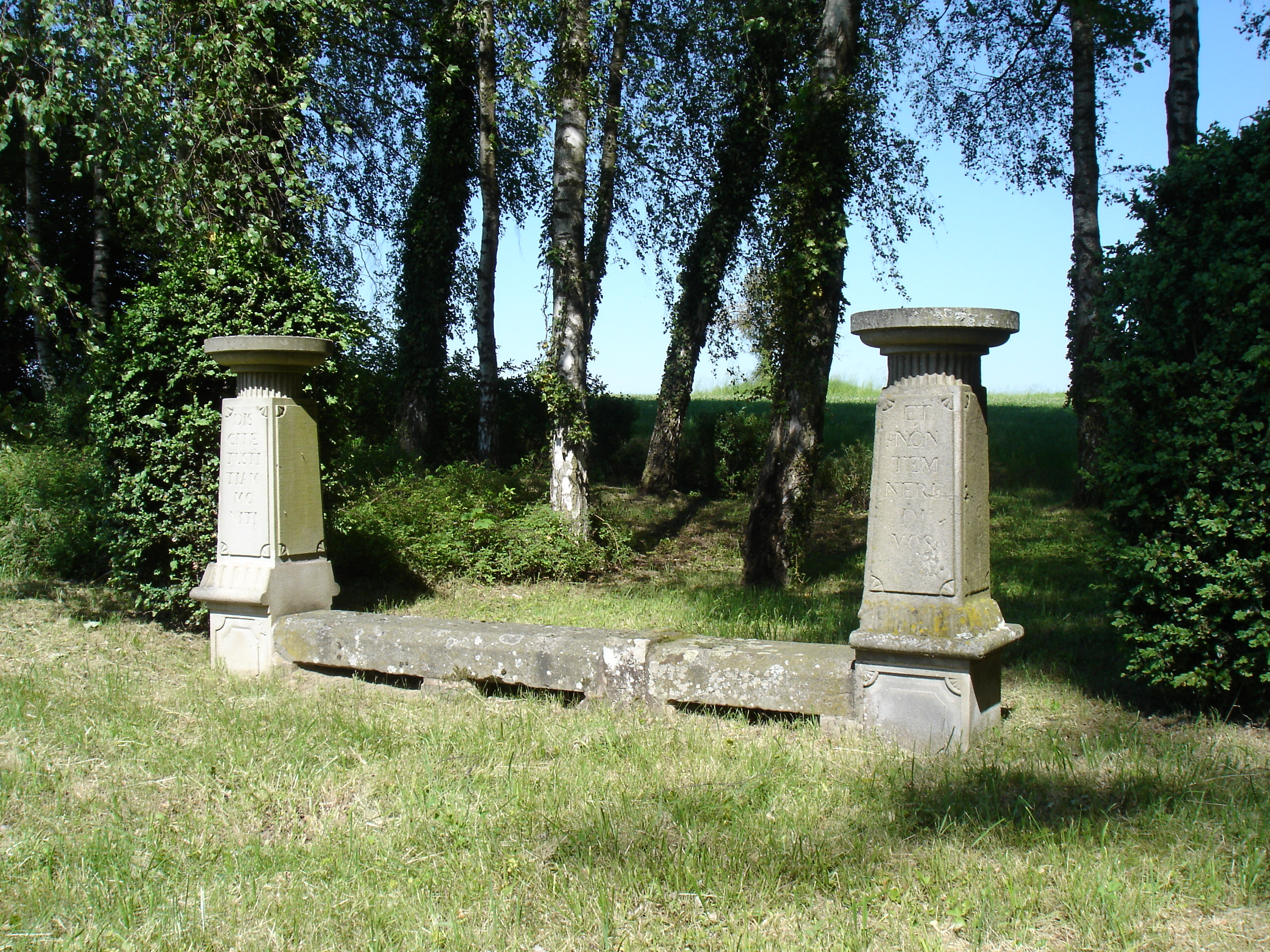
Le banc-reposoir à l'intersection de la D 9 et de la D 913 (1811).
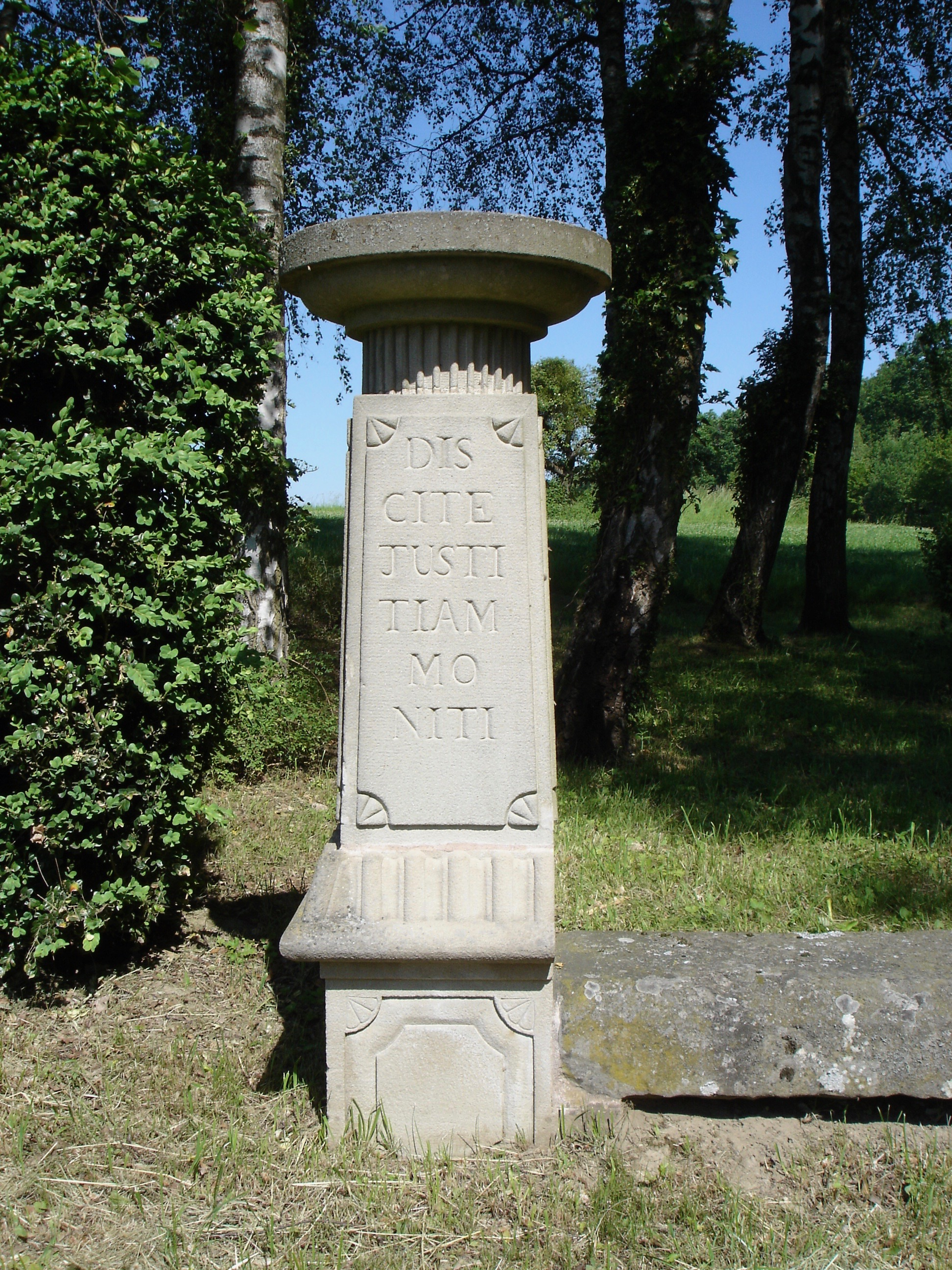
Montant sud-ouest « Discite justitiam moniti »
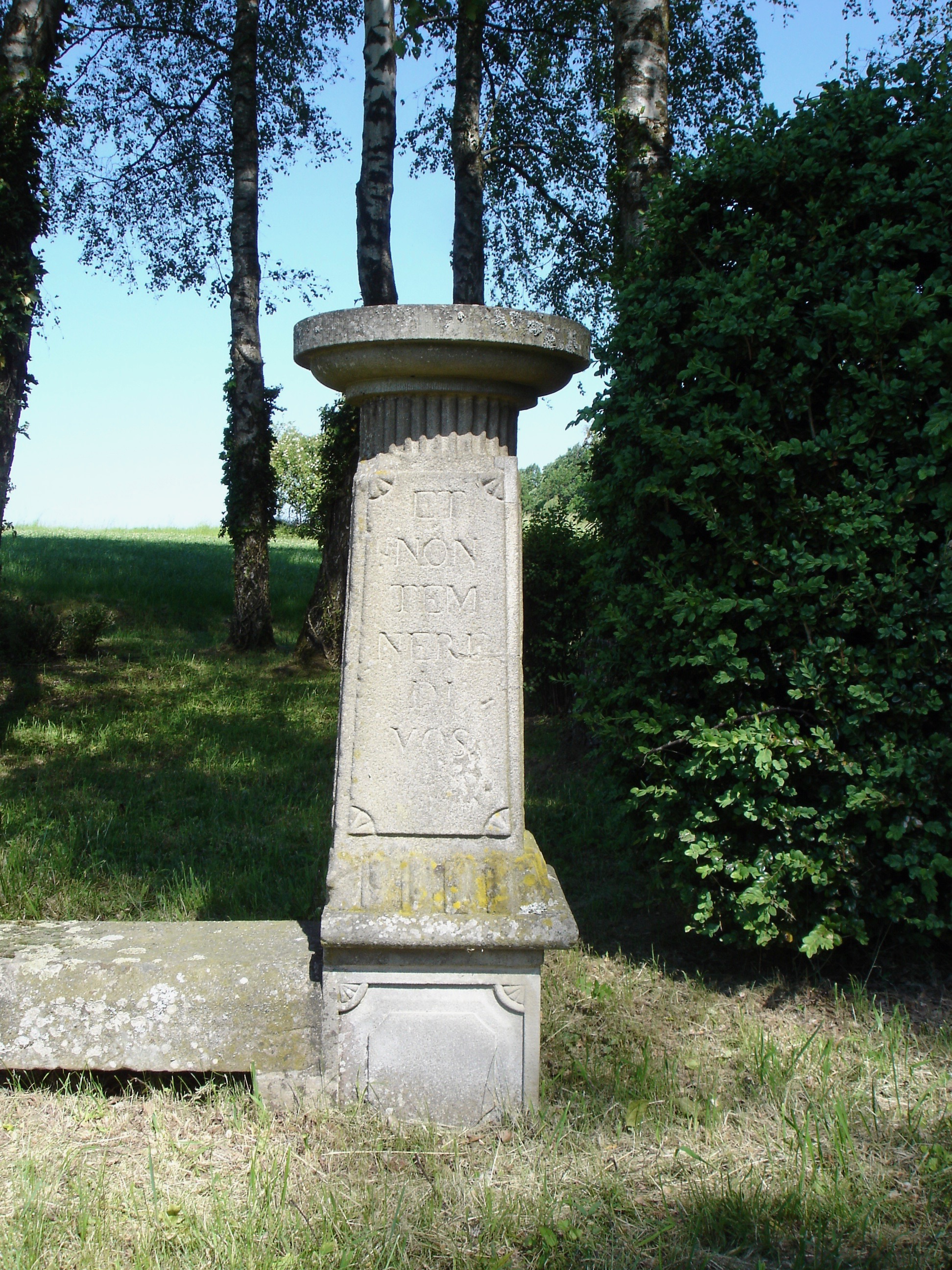
Montant nord-est
« et non temnere divos »

#### Église et momuments commémoratifs

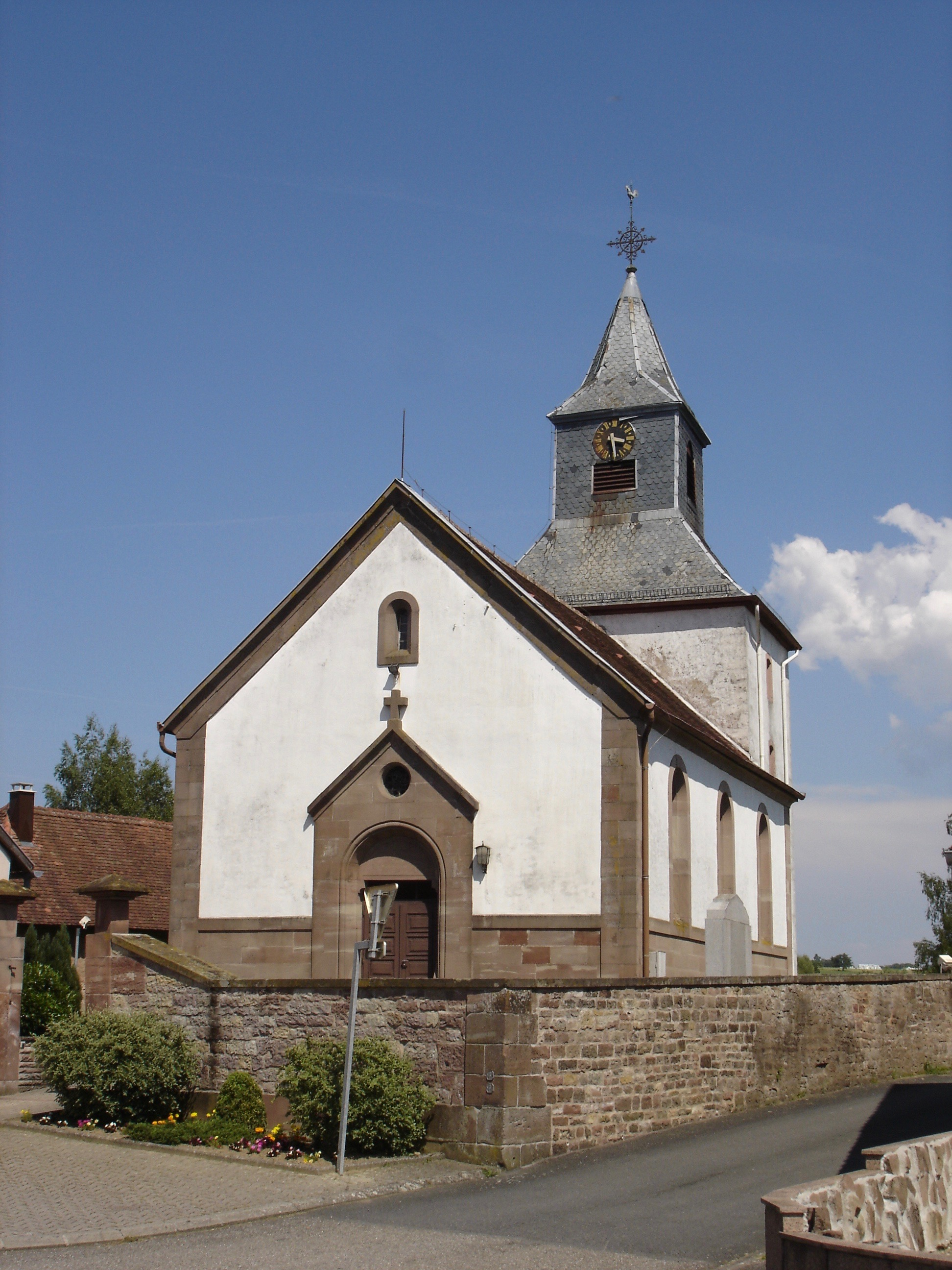
L'église (1863).
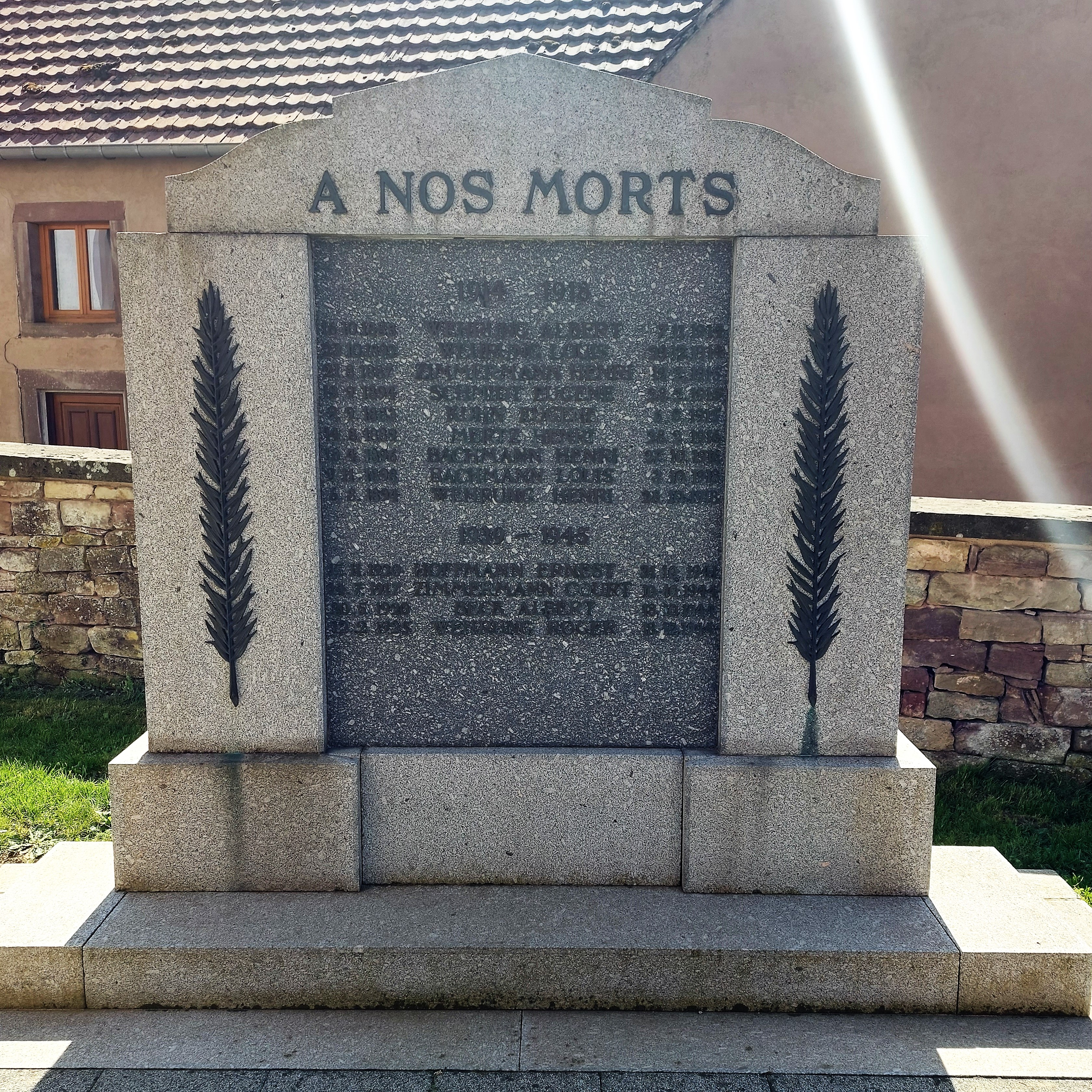
Monument aux morts 1914-1918 et 1939-1945.
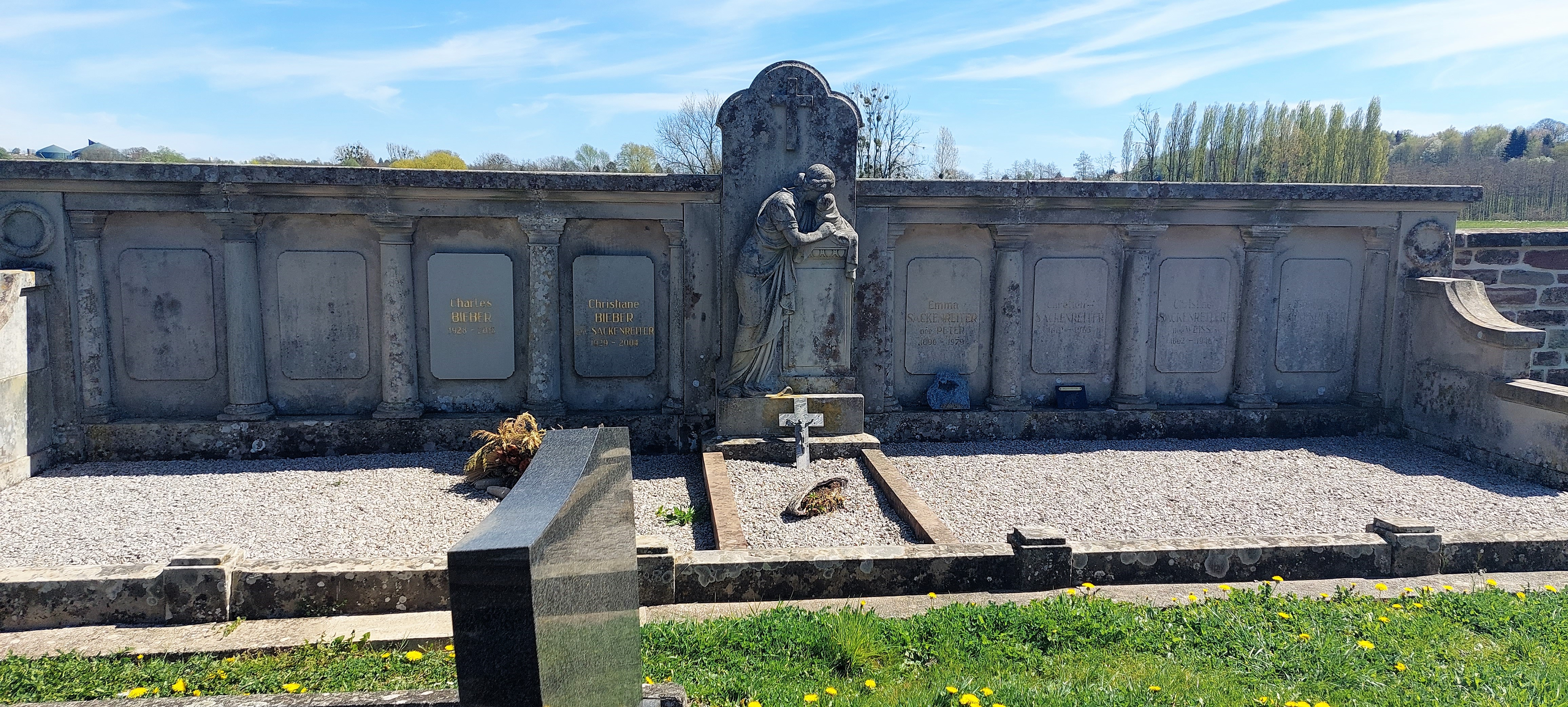
Pierres tombales.

##### Église
En 1361 ainsi qu'aux XVe siècle et XVIe siècle, il est fait mention d'une paroisse Saint-Martin. La puissante tour-chœur barlongue, reprise au XVIIIe siècle, pourrait dater de cette époque. L'église, de style néo-roman, comporte ce clocher et une nef unique à trois travées, reconstruite en 1863. 
Le mobilier de l'église de protestants.
L'orgue par Link est ajouté en 1900,.
Des vitraux abstraits par Ferdinand Selgrad (de) apportent depuis 1969 au chœur de l'église une forte note de modernisme.

##### Monuments commémoratifs
- Monument aux morts. Conflits commémorés : Guerres 1914-1918 - 1939-1945.
- Pierres tombales.

### Patrimoine architectural rural
Patrimoine architectural rural recensé par le service régional de l'Inventaire général du patrimoine culturel
, :
Fermes,,,,,.
Moulin.
Coopérative agricole.

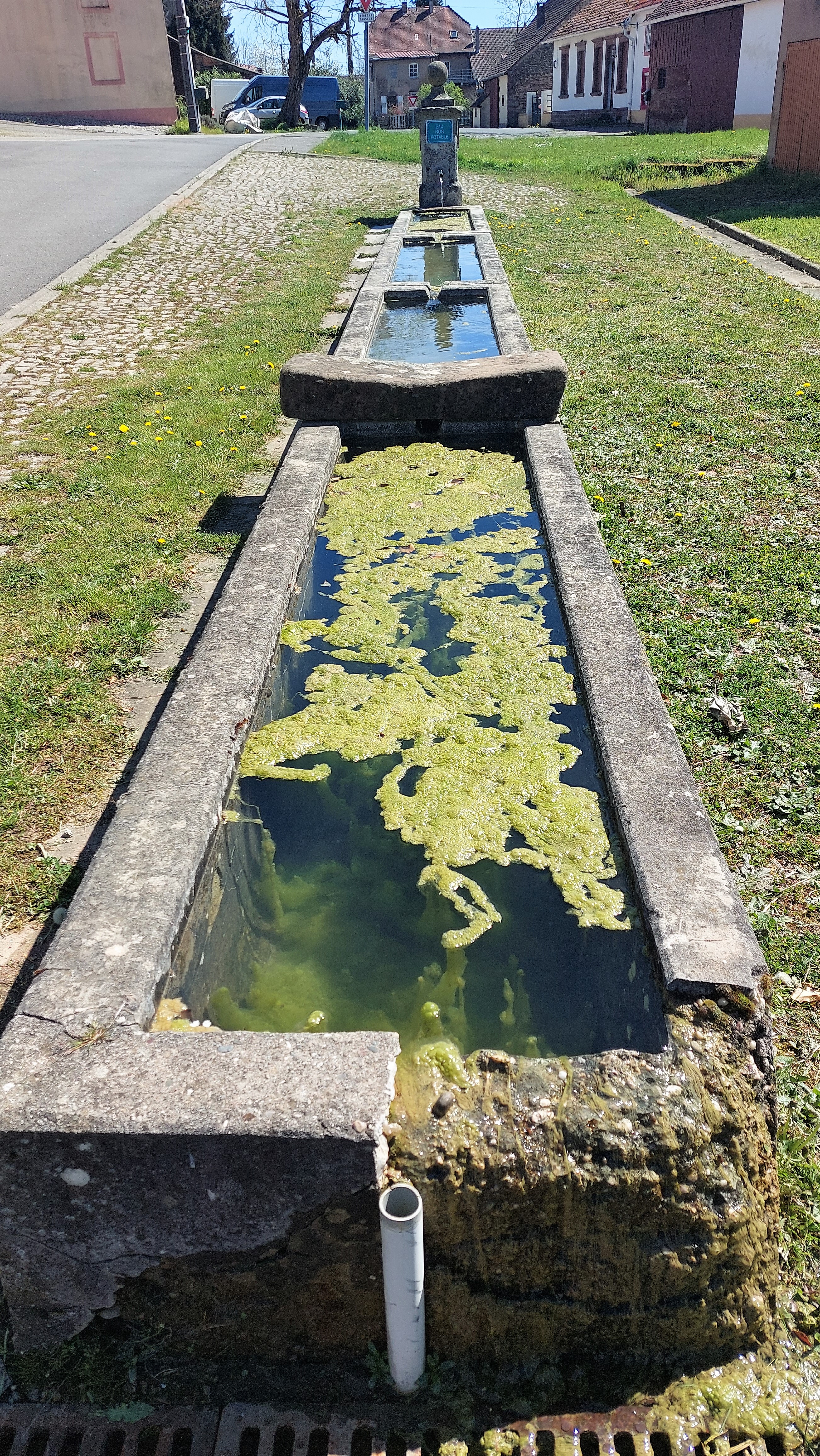
Fontaine rue des rossignols.
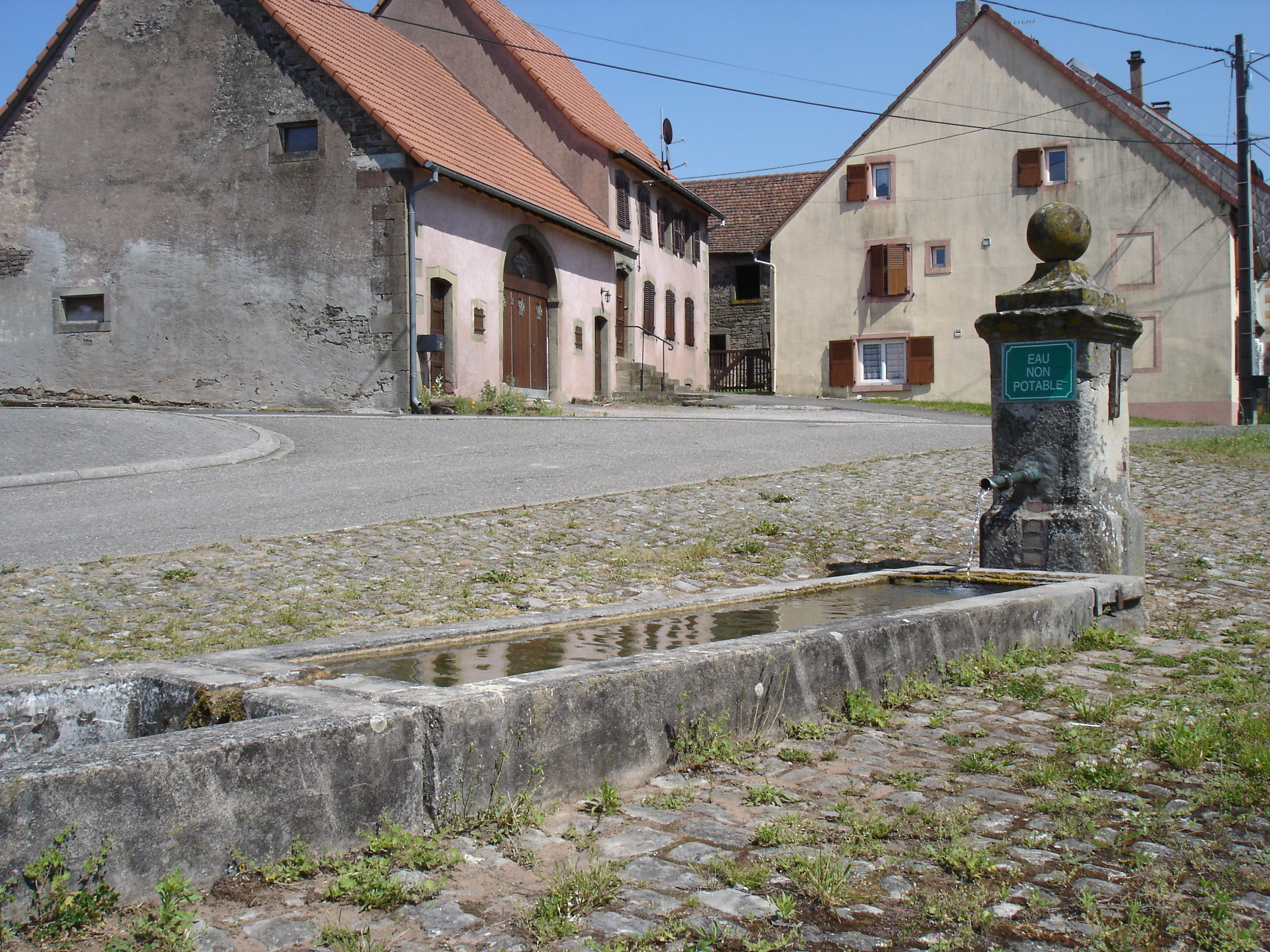
Fontaine de la rue des Merles.
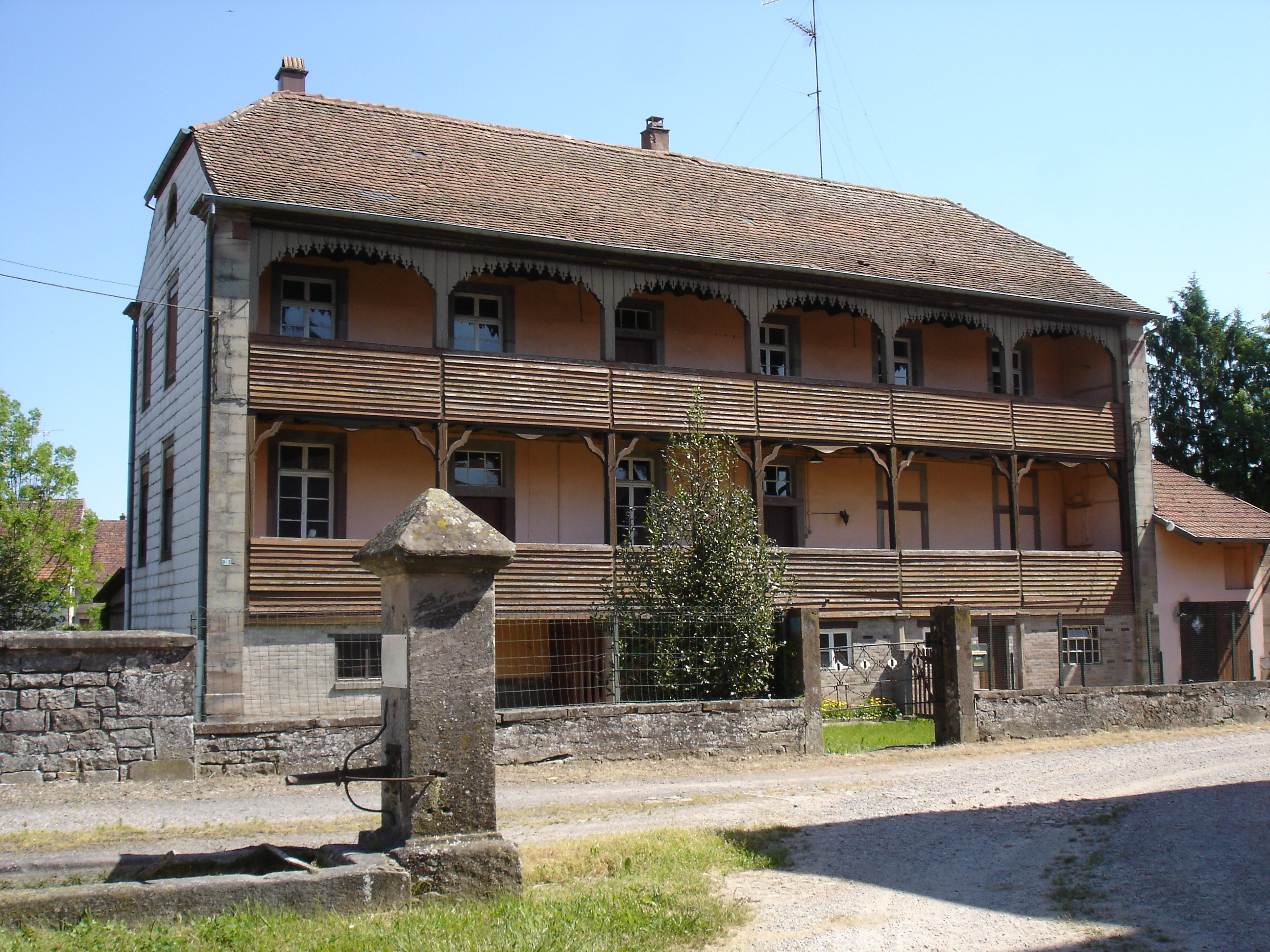
La tannerie (1851) et la fontaine de la rue des Tilleuls.

#### Fontaines
La fontaine de la rue des Merles (1891) est composée d'un montant sommé d'une boule et de quatre bassins disposés en ligne dont l'un est surmonté d'une pierre de lavoir. Deux autres fontaines publiques témoignent d'un système de distribution de l'eau aujourd'hui passé.

#### Tannerie Stroh
La tannerie est construite rue des Tilleuls au bord de l'Isch en 1851, par un dénommé Stroh. L'établissement ne connait qu'une activité réduite puisqu'il est vendu et transformé en immeuble de logements en 1881.

### Patrimoine naturel
La commune est inscrite dans le périmètre de la réserve de biosphère transfrontalière des Vosges du Nord-Pfälzerwald, et fait partie du parc naturel régional des Vosges du Nord.

### Personnalités liées à la commune
- Louis Loew (1837-1902), officier d'infanterie de marine, chevalier de la Légion d'honneur[68].
- Charles Wagner (1852-1918), pasteur.
- Alfred Wehrung (1890-1958), homme politique, chevalier de la Légion d'honneur[69].
- Louis Georges Geyer (1895-1973), vice-président du tribunal de grande instance de Mulhouse, chevalier de la Légion d'honneur[70].

### Héraldique
| Blason de Ottwiller | Blason  | Parti : au premier mi-parti de sable à l'aigle bicéphale d'argent, becquée et membrée d'or, lampassée de gueules, au second coupé au I d'or à l'étoile de six rais d'azur et au II de gueules à la fasce d'or. |
| Blason de Ottwiller | Détails | |